# محمد حاتم
محمد حاتم ممثل مصري، ولد في القاهرة من مواليد 16 ديسمبر 1985.

## حياته
حصل محمد حاتم على الماجيستير في القانون بكلية الحقوق جامعة القاهرة، في الوقت نفسه اكتشف عالم المسرح وشارك كممثل ومخرج بمسرح جامعة القاهرة ثم واصل سعية للتمثيل والإخراج من خلال التحاقه بـالمعهد العالي للفنون المسرحية، كما التحق بعدة ورش في التمثيل والإخراج منها ورشة التمثيل والإخراج بمسرح يونج فيك بلندن عام 2012.[بحاجة لمصدر]

## مشواره الفني
ظهر محمد حاتم لأول مرة من خلال فيلم 18 يوم (2011) والذي نافس في المسابقة الرسمية لـمهرجان كان السينمائي، ليبدأ بعدها طريقه إلى عالم التمثيل حيث شارك بمسلسل زي الورد (2012) ثم بدأ انطلاقته الحقيقية بتعاونه مع المخرج محمد شاكر خضير في مسلسل طريقي (2015) والذي مهد للتعاون الثاني بينهم في مسلسل جراند أوتيل (2016).[بحاجة لمصدر]
استطاع حاتم أن يثبت نفسه في الدراما[وفقًا لِمَن؟] من عام 2017 وحتى الآن بمشاركته في أعمال هامة منها مسلسل لأعلى سعر ومسلسل أبو العروسة بجزئية ومسلسل نسر الصعيد ومسلسل أهو ده اللي صار، مسلسل الجماعة ج2 ومشاركته في المسلسل الضخم ممالك النار (2019) مع المخرج البريطاني بيتر ويبر.[بحاجة لمصدر]
في الوقت نفسه كانت له خطوات سينمائية ناجحة[وفقًا لِمَن؟] اهمها بشتري راجل (2017)، خلاويص (2018)، ولما بنتولد (2019) الذي كان العرض الأول له بمهرجان الجونة السينمائي ثم عرض بمهرجان أيام قرطاج السينمائية ومهرجان القاهرة السينمائي الدولي.
وعلى الرغم من الأعمال الدرامية والسينمائية لم يتوقف محمد حاتم عن المسرح ويعتبر أشهرها مسرحية العشاء الأخير التي تم افتتاحها في مهرجان إفينيون أحد أكبر المهرجانات الخاصة بالمسرح[وفقًا لِمَن؟] وعرضت بعدها لمدة 4 سنوات في أكثر من 8 دول حول العالم منها فرنسا، روسيا وهونج كونج والولايات المتحدة الأمريكية، ومسرحية ماما، والتي تم عرضها لمدة عام في فرنسا وشاركت أيضاً في مهرجان إفينيون، وجالت أكثر من 7 دول أوروبية أخرى، بجانب مسرحية نهاية الحب وهي النسخة العربية من Cloture de l'amour للكاتب المسرحي الشهير والمخرج الفرنسي باسكال رامبيرت والتي شاركت في مهرجان دي كاف بوسط البلد وتم عرضها بمسرح الفلكي.[بحاجة لمصدر]

## أعماله

### الأفلام
| سنة الإنتاج | الاسم                  |
| ----------- | ---------------------- |
| 2011        | 18 يوم                 |
| 2015        | باباراتزي (للحب حكاية) |
| 2016        | تفاحة حوّا              |
| 2017        | بشتري راجل             |
| 2018        | خلاويص                 |
| 2019        | لما بنتولد             |

### المسلسلات
| سنة الإنتاج | الاسم                |
| ----------- | -------------------- |
| 2012        | زي الورد             |
| 2015        | إستيفا               |
| 2015        | طريقي                |
| 2016        | جراند أوتيل          |
| 2017        | لأعلى سعر            |
| 2017        | حجر جهنم             |
| 2017        | طاقة القدر           |
| 2017        | لا تطفئ الشمس        |
| 2017        | الجماعة ج2           |
| 2017        | أبو العروسة (ج1)     |
| 2018        | نسر الصعيد           |
| 2018        | طلعت روحي            |
| 2018        | أبو العروسة (ج2)     |
| 2019        | ممالك النار          |
| 2019        | أهو ده اللي صار      |
| 2020        | في كل أسبوع يوم جمعة |
| 2020        | بخط الإيد            |
| 2021        | قصر النيل            |
| 2022        | أبو العروسة (ج3)     |
| 2022        | منورة بأهلها         |
| 2022        | بطلوع الروح          |
| 2023        | الصندوق              |
| 2024        | أعلى نسبة مشاهدة     |

### المسرحيات
| سنة الإنتاج | الاسم         |
| ----------- | ------------- |
| 2014        | العشاء الأخير |
| 2018        | ماما          |
| 2019        | نهاية الحب    |

### البرامج
| سنة الإنتاج | الاسم              |
| ----------- | ------------------ |
| 2014        | خطواط الشيطان (ج2) |

## روابط خارجية
- محمد حاتم على موقع IMDb (الإنجليزية)
- محمد حاتم على موقع قاعدة بيانات الأفلام العربية